# Tchaboksar
Tchaboksar (en persan : چابکسر Čâboksar) est une localité de la préfecture de Roudsar située dans la province de Guilan en Iran.